# Episodi di Cisco Kid (prima stagione)
La prima stagione della serie televisiva Cisco Kid è andata in onda negli Stati Uniti dal 5 settembre 1950 al 20 febbraio 1951 in syndication.
| nº | Titolo originale        | Prima TV USA      |
| -- | ----------------------- | ----------------- |
| 1  | Boomerang               | 5 settembre 1950  |
| 2  | Counterfeit Money       | 12 settembre 1950 |
| 3  | Rustling                | 19 settembre 1950 |
| 4  | Big Switch              | 26 settembre 1950 |
| 5  | Convict Story           | 3 ottobre 1950    |
| 6  | Oil Land                | 10 ottobre 1950   |
| 7  | Chain Lightning         | 14 ottobre 1950   |
| 8  | Medicine Flats          | 17 ottobre 1950   |
| 9  | Railroad Land Rush      | 28 ottobre 1950   |
| 10 | The Will                | 31 ottobre 1950   |
| 11 | Cattle Quarantine       | 7 novembre 1950   |
| 12 | Renegade Son            | 21 novembre 1950  |
| 13 | False Marriage          | 28 novembre 1950  |
| 14 | Wedding Blackmail       | 5 dicembre 1950   |
| 15 | Lynching Story          | 12 dicembre 1950  |
| 16 | Newspaper Crusader      | 19 dicembre 1950  |
| 17 | Dog Story               | 26 dicembre 1950  |
| 18 | Confession for Money    | 2 gennaio 1951    |
| 19 | The Old Bum             | 9 gennaio 1951    |
| 20 | Haven for Heavies       | 13 gennaio 1951   |
| 21 | Pancho Held Hostage     | 16 gennaio 1951   |
| 22 | Freight Line Feud       | 27 gennaio 1951   |
| 23 | Phoney Sheriff          | 6 febbraio 1951   |
| 24 | Uncle Disinherits Niece | 13 febbraio 1951  |
| 25 | Phoney Heiress          | 13 febbraio 1951  |
| 26 | Water Rights            | 20 febbraio 1951  |

## Boomerang
- Diretto da:
- Scritto da:

### Trama
- Interpreti: Duncan Renaldo (The Cisco Kid), Leo Carrillo (Pancho), Jane Adams (Miss Harley), Byron Foulger (Harley, Bank president), Stephen Chase (Jim Brent), Edmund Cobb (scagnozzo Martin - Fake Pancho), Lee Phelps (sceriffo), David Sharpe (scagnozzo - Fake Cisco), George DeNormand (vice), Frank Matts (conducente della diligenza), Henry Wills (cliente della banca)

## Counterfeit Money
- Diretto da:
- Scritto da:

### Trama
- Interpreti: Duncan Renaldo (fratello di The Cisco Kid), Leo Carrillo (Pancho), Peggy Stewart (Jane the Bank Clerk), Forrest Taylor (Hale, Durado Banker), Luther Crockett (Henderson, the engraver), Riley Hill (Terry - Jane), Robert Livingston (Red Saunders), George DeNormand (vice), Art Dupuis (Marshal Ben Lane), Fred Kohler Jr. (sceriffo), Jack Hendricks (cittadino), Ray Jones (membro della posse), Frank Matts (cittadino)

## Rustling
- Diretto da:
- Scritto da:

### Trama
- Interpreti: Duncan Renaldo (The Cisco Kid), Leo Carrillo (Pancho), Christine Larsen (Mary Austin), Raymond Hatton (sceriffo), Jonathan Hale (Barry Owen aka Bill Stevens), Douglas Evans (Joe Dawson), Frank Matts (scagnozzo Jud Parker), George DeNormand (scagnozzo), Franklyn Farnum (rancher)

## Big Switch
- Diretto da:
- Scritto da:

### Trama
- Interpreti: Duncan Renaldo (The Cisco Kid), Leo Carrillo (Pancho), Pamela Blake (Margie Murdock), Sarah Padden (Sara, Murdock's Housekeeper), Nelson Leigh (Jim Holbrook), Fred Kohler Jr. (scagnozzo di Holbrook), Carol Henry (vice Charlie), Jack Ingram (Jim Hardy / Henry P. Murdock), Pierre Watkin (sceriffo Bonanza), George DeNormand (Stage Guard), Frank Matts (vice)

## Convict Story
- Diretto da:
- Scritto da:

### Trama
- Interpreti: Duncan Renaldo (The Cisco Kid), Leo Carrillo (Pancho), Gail Davis (Ruth Drake), Fred Kohler Jr. (scagnozzo Lefty), Riley Hill (Bob Drake), Art Dupuis (scagnozzo), Robert Livingston (Cantwell), Forrest Taylor (sceriffo), Ray Jones (membro della posse)

## Oil Land
- Diretto da:
- Scritto da:

### Trama
- Interpreti: Duncan Renaldo (The Cisco Kid), Leo Carrillo (Pancho), Peggy Stewart (Peggy Williams, nipote di Burton), Fred Kohler Jr. (Hank), Forrest Taylor (Sostituito da Leary (solo credito), Robert Livingston (Walt Stewart), Luther Crockett (sceriffo), Earle Hodgins (Idaho, Circle J Hand), Riley Hill (Bill), Ray Jones (scagnozzo), Nolan Leary (Burton Williams)

## Chain Lightning
- Diretto da:
- Scritto da:

### Trama
- Interpreti: Duncan Renaldo (fratello di The Cisco Kid), Leo Carrillo (Pancho), Noel Neill (Rita Shannon), Don C. Harvey (Jim Brent), Edmund Cobb (scagnozzo Larry), David Sharpe (Bill Shannon, Rita), Lee Phelps (sceriffo), Henry Wills (vice Frank)

## Medicine Flats
- Diretto da:
- Scritto da:

### Trama
- Interpreti: Duncan Renaldo (The Cisco Kid), Leo Carrillo (Pancho), Christine Larsen (Judy Summers), Raymond Hatton (sceriffo), Jonathan Hale (Barry Owens), Douglas Evans (Curt Reynolds), Frank Matts (Parker), George DeNormand (scagnozzo Skip), Bill Catching (vice Fred), Troy Melton (scagnozzo), Jack Roper (impiegato Jack)

## Railroad Land Rush
- Diretto da:
- Scritto da:

### Trama
- Interpreti: Duncan Renaldo (The Cisco Kid), Leo Carrillo (Pancho), Pamela Blake (Margie Holbrook), Pierre Watkin (Mr. Holbrook), Nelson Leigh (James Blake), Fred Kohler Jr. (Steve, Blake Henchman), Forrest Taylor (John Warren, Railroad President), George DeNormand (agente RR Manning), Carol Henry (Larry, scagnozzo di Blake), Jack Ingram (Rocky, scagnozzo di Blake), Art Dupuis (scagnozzo), Post Park (conducente della diligenza)

## The Will
- Diretto da:
- Scritto da:

### Trama
- Interpreti: Duncan Renaldo (fratello di The Cisco Kid), Leo Carrillo (Pancho), Gail Davis (Ruth Drake), Riley Hill (Bob Drake, Ruth), Art Dupuis (scagnozzo Hanley), Fred Kohler Jr. (Nixon, Cantwell Henchman), Robert Livingston (Cantwell), Eddie Parker (Barker), Forrest Taylor (sceriffo di Nugget City), George DeNormand (scagnozzo)

## Cattle Quarantine
- Diretto da:
- Scritto da:

### Trama
- Interpreti: Duncan Renaldo (The Cisco Kid), Leo Carrillo (Pancho), Peggy Stewart (Peggy, Ranch Owner), Earle Hodgins (Idaho, Peggy's Foreman), Fred Kohler Jr. (Man), Forrest Taylor (Norman Slade, Cattle Inspector), Art Dupuis (Wylie), Luther Crockett (Jim the Sheriff), Riley Hill (Bill), Jack Hendricks (Jack Henderson), Ray Jones (Utah), Robert Livingston (Walt Stuart), Troy Melton (scagnozzo)

## Renegade Son
- Diretto da:
- Scritto da:

### Trama
- Interpreti: Duncan Renaldo (The Cisco Kid), Leo Carrillo (Pancho), Pamela Blake (Joyce Henry), Pierre Watkin (sceriffo), Fred Kohler Jr. (vice Sam), Nelson Leigh (Jeff Henry), Carol Henry (Spike), Jack Ingram (scagnozzo di Jeff)

## False Marriage
- Diretto da:
- Scritto da:

### Trama
- Interpreti: Duncan Renaldo (The Cisco Kid), Leo Carrillo (Pancho), Gail Davis (Nancy King), Mary Gordon (Mary O'Toole), Sarah Padden (Mrs. Smiley), Robert Livingston (Duke Ralston), Russell Hicks (Jasper King, zio di Nancy), Fred Kohler Jr. (Fred), Luther Crockett (sceriffo), Forrest Taylor (Rev. William Smiley), Earle Hodgins (Gramps, organista)

## Wedding Blackmail
- Diretto da:
- Scritto da:

### Trama
- Interpreti: Duncan Renaldo (The Cisco Kid), Leo Carrillo (Pancho), Phyllis Coates (Marge Lacey), Bill Kennedy (Sam Foster), Holly Bane (Jason), David Bruce (Bill Ryan), Tom Tyler (sceriffo),

## Lynching Story
- Diretto da:
- Scritto da:

### Trama
- Interpreti: Duncan Renaldo (The Cisco Kid), Leo Carrillo (Pancho), Carol Forman (Pat Parker), Richard Emory (Terry), Marshall Reed (Jim Tracy), Frank Matts (scagnozzo Lou), Victor Cox (scagnozzo Joe), Lane Chandler (sceriffo), I. Stanford Jolley (Willard Parker), Billy Griffith (Cathcart), Troy Melton (scagnozzo), Artie Ortego (scagnozzo), Lyle Talbot (giudice), Ferris Taylor (Stamp Mill Owner)

## Newspaper Crusader
- Diretto da:
- Scritto da:

### Trama
- Interpreti: Duncan Renaldo (The Cisco Kid), Leo Carrillo (Pancho), Ellen Hall (Elaine Jarrett), Dennis Moore (Gang leader Judd), William Henry (editore Ben Jarrett), Steve Clark (scagnozzo Klondike), Ted Adams (Phony Marshal), Ferris Taylor (Mayor Carson), Victor Cox (scagnozzo), Carl Mathews (scagnozzo), Frank Matts (conducente della diligenza Jim), Jack Tornek (scagnozzo)

## Dog Story
- Diretto da:
- Scritto da:

### Trama
- Interpreti: Duncan Renaldo (The Cisco Kid), Leo Carrillo (Pancho), Tanis Chandler (Melinda Weaver), Zon Murray (scagnozzo Omaha), Tristram Coffin (Dude Cottrell), Frank McCarroll (scagnozzo (scenes deleted)), Hank Patterson (John Weaver), Kenne Duncan (Station Agent), Merrill McCormick (cittadino), Bud Osborne (conducente della diligenza)

## Confession for Money
- Diretto da:
- Scritto da:

### Trama
- Interpreti: Duncan Renaldo (The Cisco Kid), Leo Carrillo (Pancho), Carol Forman (Pat Lacy), Richard Emory (Terry Ryan), Marshall Reed (Tom Tracy), Frank Matts (scagnozzo Lou), Victor Cox (scagnozzo Joe), Lane Chandler (sceriffo), I. Stanford Jolley (Lawyer A.W. Parker), Troy Melton (scagnozzo)

## The Old Bum
- Diretto da:
- Scritto da:

### Trama
- Interpreti: Duncan Renaldo (The Cisco Kid), Leo Carrillo (Pancho), Tanis Chandler (Paula Bonnard), Zon Murray (Shelby), Tristram Coffin (Kelly), Frank McCarroll (scagnozzo), Hank Patterson (Silas Bonnard), Kenne Duncan (sceriffo), Jack Hendricks (scagnozzo Alf), Merrill McCormick (cittadino), Bob McElroy (scagnozzo), Jack Montgomery (cittadino), Bud Osborne (conducente della diligenza)

## Haven for Heavies
- Diretto da:
- Scritto da:

### Trama
- Interpreti: Duncan Renaldo (The Cisco Kid), Leo Carrillo (Pancho), Phyllis Coates (JoAnn Doran), Bill Kennedy (Red Kelly), Holly Bane (Al Shelby), David Bruce (Montana), Tom Tyler (sceriffo Jim Turner), Troy Melton (U.S. Marshal)

## Pancho Held Hostage
- Diretto da:
- Scritto da:

### Trama
- Interpreti: Duncan Renaldo (The Cisco Kid), Leo Carrillo (Pancho), Carol Forman (Pat Tracy), Richard Emory (scagnozzo Terry), Marshall Reed (Frank Tracy), Frank Matts (vice Lou), Victor Cox (scagnozzo Joe), Lane Chandler (sceriffo Sam Dawson), I. Stanford Jolley (Parker il banchiere), Art Dillard (membro della posse), Augie Gomez (membro della posse), Artie Ortego (membro della posse)

## Freight Line Feud
- Diretto da:
- Scritto da:

### Trama
- Interpreti: Duncan Renaldo (The Cisco Kid), Leo Carrillo (Pancho), Ellen Hall (Elaine), Dennis Moore (Judd), William Henry (Bill Jarrett), Steve Clark (Klondike), Ted Adams (Cal), Ferris Taylor, Victor Cox (scagnozzo), Carl Mathews (scagnozzo Carl)

## Phoney Sheriff
- Diretto da:
- Scritto da:

### Trama
- Interpreti: Duncan Renaldo (The Cisco Kid), Leo Carrillo (Pancho), Phyllis Coates (Miss Lacey), Bill Kennedy (Sam Kelly), Holly Bane (scagnozzo Al Shelby), David Bruce (scagnozzo Blackie), Tom Tyler (sceriffo)

## Uncle Disinherits Niece
- Diretto da:
- Scritto da:

### Trama
- Interpreti: Duncan Renaldo (The Cisco Kid), Leo Carrillo (Pancho), Phyllis Coates (Marge Lacey), Bill Kennedy (Sam Foster), Holly Bane (scagnozzo Jason), David Bruce (Bill Ryan), Tom Tyler (sceriffo), Bud Osborne (Jim Lacey), Diablo (Cisco's Horse)

## Phoney Heiress
- Diretto da:
- Scritto da:

### Trama
- Interpreti: Duncan Renaldo (The Cisco Kid), Leo Carrillo (Pancho), Lyn Thomas (Mary Stark), Vivian Mason (Stella Jackson), Jack Reynolds (scagnozzo Nebraska), Robert Bice (scagnozzo), Mauritz Hugo (George Holden), Charles Watts (sceriffo Peabody), Joseph Granby (The Judge), Jack Hendricks (scagnozzo), Bob McElroy (cittadino), Kansas Moehring (scagnozzo), Phil Schumacher (Trial Spectator)

## Water Rights
- Diretto da:
- Scritto da:

### Trama
- Interpreti: Duncan Renaldo (The Cisco Kid), Leo Carrillo (Pancho), Tanis Chandler (Marge Lacey), Zon Murray (Lawyer Sam Foster), Tristram Coffin (Banker Tom Barton), Frank McCarroll (scagnozzo Jason), Hank Patterson (Jim Lacey), Kenne Duncan (sceriffo), Jack Hendricks (cittadino), Merrill McCormick (membro a cavallo della posse), Bob McElroy (Co-Op Member), Bud Osborne (Stage Guard), Charles Williams (esercente dell'hotel)